# گردآوری (فیلم ۱۹۲۰)
گردآوری (انگلیسی: The Round-Up) یک وسترن صامت به کارگردانی جورج ملفورد و بازیگری راسکو آرباکل است که در سال ۱۹۲۰ منتشر شد. این فیلم برپایهٔ نمایشنامه‌ای اثر «ادموند دِی» ساخته شد که پسرعموی راسکو آرباکل، مکلین آرباکل، در آن نقش‌آفرینی کرده بود و بسیار موفق بود. مکلین آرباکل بود که نخستین بار، عبارت معروف «هیچ‌کس یک مرد چاق را دوست ندارد» را به‌کار برد که در تبلیغات این فیلم استفاده شد.
راسکو آرباکل که در اصل یک کمدین بود، به‌عنوان یک بازیگر کابوی غیرمتعارف در فیلم بازی کرده‌است، زیرا استودیو نمی‌خواست ستاره گران‌قیمت‌شان تا زمانی که کمدی بعدی او آماده می‌شد، بیکار بماند و این فیلم یکی از بزرگ‌ترین موفقیت‌های بازیگر آرباکل در نگاه منتقدان بود.

## گزیدهٔ بازیگران
- راسکو آرباکل
- میبل جولین اسکات
- اروینگ کامینگز
- تام فرانک
- والاس بیری
- جین آکر
- ای. ادوارد سادرلند
- گای الیور
- جین وولف
- فرد هانتلی
- جرج کووا
- لوسین لیتلفیلد
- چیف رد فاکس
- باستر کیتون